# 立陶宛國防部
立陶宛共和國國防部是立陶宛政府於1990年成立的政府部門，負責為立陶宛軍隊提供軍備、設備及其他資源、管理國防及安全財務、執行國防人力政策、準備軍事儲備及民防、管理強制徵兵措施、策畫國家動員方針、執行立陶宛與北約盟國間的聯合政策、在國防領域與外國合作、代表立陶宛執行國際人道法律相關協調工作等政務，這些政務都受《立陶宛憲法》、總統與總理公布的法令、國會通過的法律授權、施行。現任立陶宛國防部長為阿爾維達斯·阿努紹斯卡斯。

## 歷任部長
立陶宛民主勞工黨
  祖國聯盟－立陶宛基督教民主黨
  立陶宛社會民主黨
  無黨籍
| 次序 | 姓名                                  | 政黨                         | 內閣                                | 任期           | 任期           | 任期     |
| 次序 | 姓名                                  | 政黨                         | 內閣                                | 上任日期       | 卸任日期       | 任期天數 |
| ---- | ------------------------------------- | ---------------------------- | ----------------------------------- | -------------- | -------------- | -------- |
| 1    | 奧德留斯·布特凱維丘斯 （1960年）      | 無黨籍                       | 第一次格季米納斯·瓦格諾柳斯內閣     | 1991年1月13日  | 1992年7月21日  | 555天    |
| 2    | 奧德留斯·布特凱維丘斯 （1960年）      | 無黨籍                       | 亞歷山德拉斯·阿比沙拉內閣           | 1992年7月21日  | 1992年12月17日 | 149天    |
| 3    | 奧德留斯·布特凱維丘斯 （1960年）      | 無黨籍                       | 布羅尼斯洛瓦斯·盧比斯內閣           | 1992年12月17日 | 1993年3月31日  | 104天    |
| 4    | 奧德留斯·布特凱維丘斯 （1960年）      | 無黨籍                       | 阿道法斯·什萊扎維丘斯內閣           | 1993年3月31日  | 1993年10月28日 | 211天    |
| 5    | 利納斯·安塔納斯·林克維丘斯 （1961年） | 立陶宛民主勞工黨             | 阿道法斯·什萊扎維丘斯內閣           | 1993年10月28日 | 1996年3月19日  | 873天    |
| 6    | 利納斯·安塔納斯·林克維丘斯 （1961年） | 立陶宛民主勞工黨             | 勞里納斯·斯坦科維丘斯內閣           | 1996年3月19日  | 1996年12月10日 | 266天    |
| 7    | 策斯洛瓦斯·斯坦科維休斯 （1937年）    | 祖國聯盟                     | 第二次格季米納斯·瓦格諾柳斯內閣     | 1996年12月10日 | 1999年6月10日  | 912天    |
| 8    | 策斯洛瓦斯·斯坦科維休斯 （1937年）    | 祖國聯盟                     | 第一次羅蘭達斯·帕克薩斯內閣         | 1999年6月10日  | 1999年11月11日 | 154天    |
| 9    | 策斯洛瓦斯·斯坦科維休斯 （1937年）    | 祖國聯盟                     | 第一次安德留斯·庫比柳斯內閣         | 1999年11月9日  | 2000年11月9日  | 364天    |
| 10   | 利納斯·安塔納斯·林克維丘斯 （1961年） | 立陶宛社會民主黨             | 第二次羅蘭達斯·帕克薩斯內閣         | 2000年11月9日  | 2001年7月12日  | 245天    |
| 11   | 利納斯·安塔納斯·林克維丘斯 （1961年） | 立陶宛社會民主黨             | 第一次阿爾吉爾達斯·布拉藻斯卡斯內閣 | 2001年7月12日  | 2004年12月14日 | 1251天   |
| 12   | 格迪米納斯·基爾基拉斯 （1951年）      | 立陶宛社會民主黨             | 第二次阿爾吉爾達斯·布拉藻斯卡斯內閣 | 2004年12月14日 | 2006年7月18日  | 581天    |
| 13   | 約奧札斯·奧萊卡斯 （1955年）          | 立陶宛社會民主黨             | 格迪米納斯·基爾基拉斯內閣           | 2006年7月18日  | 2008年12月9日  | 875天    |
| 14   | 拉莎·朱克尼維切恩 （1958年）          | 祖國聯盟－立陶宛基督教民主黨 | 第二次安德留斯·庫比柳斯內閣         | 2008年12月9日  | 2012年12月13日 | 1465天   |
| 15   | 約奧札斯·奧萊卡斯 （1955年）          | 立陶宛社會民主黨             | 阿爾吉爾達斯·布特凱維丘斯內閣       | 2012年12月13日 | 2016年12月13日 | 1461天   |
| 16   | 雷蒙達斯·卡羅布利斯 （1968年）        | 無黨籍                       | 薩烏留斯·思科威爾內里內閣           | 2016年12月13日 | 2020年12月11日 | 1459天   |
| 17   | 阿爾維達斯·阿努紹斯卡斯 （1963年）    | 祖國聯盟－立陶宛基督教民主黨 | 因格麗達·希莫尼特內閣               | 2020年12月11日 | 現任           | 1563天   |

## 外部連結
- 官方网站 （立陶宛文）（英文）